# Saalfelden am Steinernen Meer
Saalfelden am Steinernen Meer är en stad och kommun i förbundslandet Salzburg i Österrike. Kommunen har 17 273 invånare (2024), på en yta av 118,34 km². Kommunen gränsar i norr mot Tyskland.

## Indelning
Kommunen består av 35 orter (Ortschaften) (inom parentes invånarantal 1 januari 2024):

- Almdorf (120)
- Bachwinkl (401)
- Breitenbergham (192)
- Bsuch (862)
- Deuting (9)
- Dorfheim (811)
- Euring (176)
- Gerling (56)
- Haid (577)
- Harham (219)
- Hof (51)
- Hohlwegen (75)
- Kehlbach (217)
- Lenzing (658)
- Letting (121)
- Marzon (56)
- Mayrhofen (38)
- Niederhaus (86)
- Obsmarkt (307)
- Pabing (417)
- Pfaffenhofen (62)
- Pfaffing (126)
- Rain (39)
- Ramseiden (798)
- Ruhgassing (63)
- Saalfelden am Steinernen Meer (9 010)
- Schinking (258)
- Schmalenbergham (57)
- Schmieding (30)
- Schützing (35)
- Thor (511)
- Uttenhofen (170)
- Weikersbach (94)
- Wiesersberg (326)
- Wiesing (245)